# Shirlene Coelho
Shirlene Coelho (Corumbá, 19 de febrero de 1981) es una deportista brasileña que compitió en atletismo adaptado especialista en lanzamiento de jabalina, lanzamiento de disco y lanzamiento de peso.

## Biografía
Fue en Brasilia donde Shirline Choelho comenzó su práctica deportiva, a la edad de 24 años. Su primer entrenador, Manoel Ramos, la inició en el lanzamiento de disco.
Estudió Educación Física en la Universidad Católica de Brasilia.
Posteriormente entró en el club, el Instituto Elisangela Maria Adriano (IEMA) de São Caetano do Sul con el entrenador Amaury Verissimo a nivel nacional y Domingos Guimaraes como preparador personal desde 2008.
Debutó a nivel internacional en el año 2007 en Uberlândia (Brasil).

## Trayectoria
Coelho formó parte del del conjunto femenino de atletismo brasileño en varias competiciones internacionalesː Juegos Paralímpicos, Campeonato Mundial de Atletismo Adaptado y Juegos Parapanamericanos
Alcanzó la medalla de plata en los Juegos Paralímpicos de Pekín 2008 en la categoría F35 donde logró superar la plusmarca mundial del lanzamiento de jabalina con 35.95 m en el quinto lanzamiento.
Se fracturó el pie izquierdo en 2009 y necesitó cuatro meses de rehabilitación. (
Además, ganó la medalla de oro en los Juegos Paralímpicos de Londres 2012 en la misma disciplina, donde volvió a superar el récord mundial con una distancia de 37.86 m dentro de la clase F37.
Por otro lado, recibió la medalla de oro en el Mundial de Atletismo Adaptado de Christchurch (Nueva Zelanda) el año 2011 en el lanzamiento de jabalina y la medalla de bronce en el lanzamiento de peso.
A nivel panamericano, participó en sus tres especialidades en los Juegos Parapanamericanos de 2011 realizados en Guadalajara el año 2011, donde fue campeona en lanzamiento de peso y lanzamiento de jabalina, mientras que en lanzamiento de disco ganó la medalla de plata.
Shirlene Coelho fue la abanderada de Brasil en la ceremonia de apertura de los Juegos Paralímpicos de Río de Janeiro 2016. Ganó la medalla de oro en el lanzamiento de jabalina F37 con una marca de 37,57 metros. Lo notorio de su actuación fue que cualquiera de los cinco realizados le habrían dado la victoria.
También en Río-2016 consiguió la medalla de plata en lanzamiento de disco con la marca 33,91 metros.